# أشرف أبو مهادي
أشرف عبد الرحيم أبو مهادي (1980-2023) هو المدير العام للصيدلية المركزية في مدينة غزة. استشهد بتاريخ 12 أكتوبر 2023، إذ استهدفته قناصة الاحتلال الإسرائيلي بينما كان يحاول الوصول إلى مستودعات الأدوية في وزارة الصحة من أجل توفير بعض المستلزمات الطبية لمجمع الشفاء الطبي والمستشفى الاهلي العربي وبعض المراكز الصحية بالمدينة، وذلك خلال الرد الإسرائيلي على عملية طوفان الأقصى.